# 圣保罗座堂 (墨尔本)
圣保罗座堂（英語：St Paul's Cathedral）是澳大利亚圣公会墨尔本教区的主教座堂，是墨尔本的重要地标。
圣保罗座堂位于墨尔本市中心，斯旺斯顿街和弗林德斯街东北转角，弗林德斯街车站的斜对面。座堂正对面，弗林德斯街的南侧是墨尔本新的心脏联邦广场。从斯旺斯顿街继续向南是横跨雅拉河的王子桥。

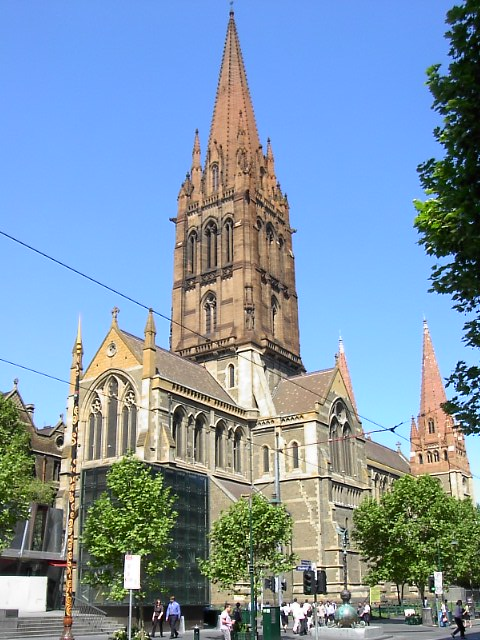
外观